# Dagens Mand
Dagens Mand er et datingprogram på TV2 med Pelle Hvenegaard som vært. Programmet går ud på at tyve piger dyster om at komme på date med "dagens mand". I nogle udsendelser er det homoseksuelle eller seniorer, der deltager. Eller også er det mænd, der er i panelet, der skal dyste om at komme på date med en kvinde. Programmet er baseret på det australske TV program Taken Out (en).
Programmet lukkede i 2013. Inden da blev der brugt klip fra programmet adskillige gange i satireprogrammet Dybvaaaaad! med Tobias Dybvad.
I 2016 tog TV3 programmet op igen, og lavede en sæson med Mattias Hundebøll som vært.